# Yanara Aedo
Yanara Katherine Nicole Aedo Muñoz, née le 5 août 1993, est une footballeuse chilienne qui joue attaquante pour le Valencia CF Femenino dans la Primera División et l'équipe nationale du Chili.

## Carrière de club
Aedo quitte Colo-Colo pour rejoindre en National League Soccer féminin l'équipe Spirit Washington en janvier 2015. Elle a aidé l'équipe de réserve du club à remporter le championnat de la saison 2015 de la USL W-League, en inscrivant deux buts lors de la victoire finale 2 à 1 contre le Colorado Pride.
En septembre 2016, elle a été transférée dans le club espagnol de primera división, Valencia CF Femenino.   

## Carrière internationale
Début septembre 2010, Aedo, âgée de 17 ans, représente le Chili à la coupe du monde féminine de football des moins de 17 ans 2010. Plus tard dans le même mois, elle est nommée parmi les 20 joueuses seniors de l'équipe du Chili féminine de football pour le championnat de football féminin sud-américain de 2010 en Équateur. Elle marque un premier but lors de la victoire 3-1 du Chili contre le Pérou. Aedo inscrit trois buts lors de la Copa América Femenina 2018, lors de laquelle le Chili s'est qualifié pour la première fois de son histoire en Coupe du Monde Féminine de la FIFA. 

### Buts internationaux
Les scores et les résultats énumèrent les objectifs du Chili en premier
| No. | Date             | Lieu                                 | Adversaire | Score | Résultat | Compétition                |
| --- | ---------------- | ------------------------------------ | ---------- | ----- | -------- | -------------------------- |
| 1   | 10 novembre 2010 | Estadio Bellavista, Ambato, Équateur | Pérou      | 1–0   | 3–1      | Sudamericano Femenino 2010 |
| 2   | 4 avril 2018     | Estadio La Portada, La Serena, Chili | Paraguay   | 1–1   | 1–1      | Copa América féminine 2018 |
| 3   | 12 avril 2018    | Estadio La Portada, La Serena, Chili | Pérou      | 1–0   | 5–0      | Copa América féminine 2018 |
| 4   | 12 avril 2018    | Estadio La Portada, La Serena, Chili | Pérou      | 4–0   | 5–0      | Copa América féminine 2018 |